# 터보리눅스
터보리눅스(Turbolinux)는 아시아 사용자를 대상으로 하는 단종된 일본의 리눅스 배포판이다.

## 리눅스 배포판
터보리눅스 배포판은 (당시) 퍼시픽 하이테크(Pacific HiTech) 직원인 스콧 스톤(Scott Stone)에 의해 브랜드가 변경된 레드햇 배포판으로 만들어졌다. 스콧은 버전 3.6의 수석 릴리스 엔지니어였다.
터보리눅스는 사이버링크 파워DVD 및 윈도우 미디어 바이너리 코덱의 라이선스 사본을 포함하는 것으로 유명했다.
터보리눅스 엔터프라이브 서버(TurboLinux Enterprise Server) 15 및 16은 openEuler를 기반으로 한다.